# 党首討論

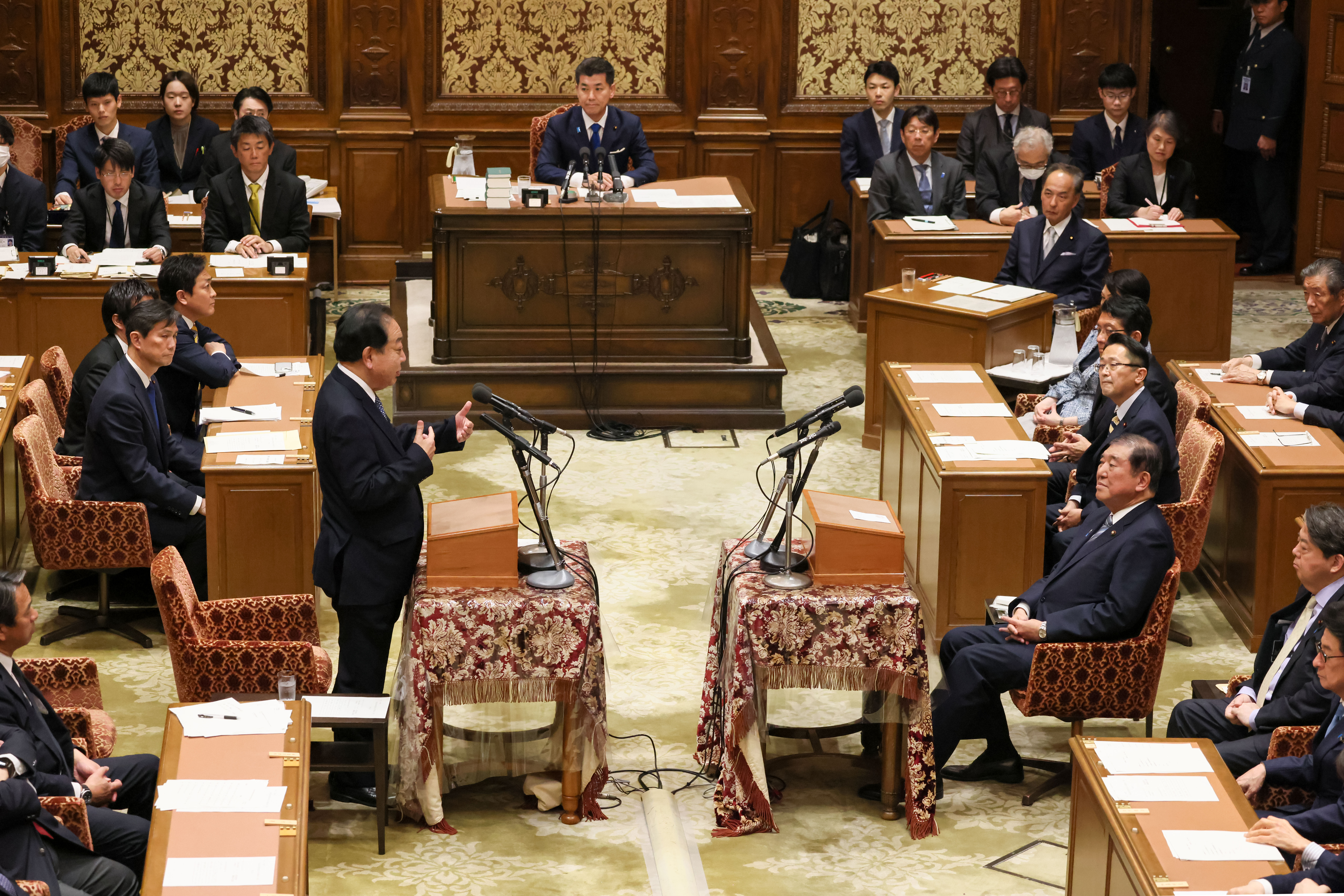
2025年4月、国家基本政策委員会における党首討論（内閣総理大臣石破茂（中央右）と立憲民主党代表野田佳彦（中央左））

党首討論（とうしゅとうろん）とは、政党の党首同士が討論をすること。議会における公的な制度として行われる場合と、選挙期間においてマスメディアを通じて行われる場合とがある。
日本の国会で行われる党首討論については、予算委員会と同様にテレビ・ラジオ中継及びネット配信が行われる。

## 日本の国会

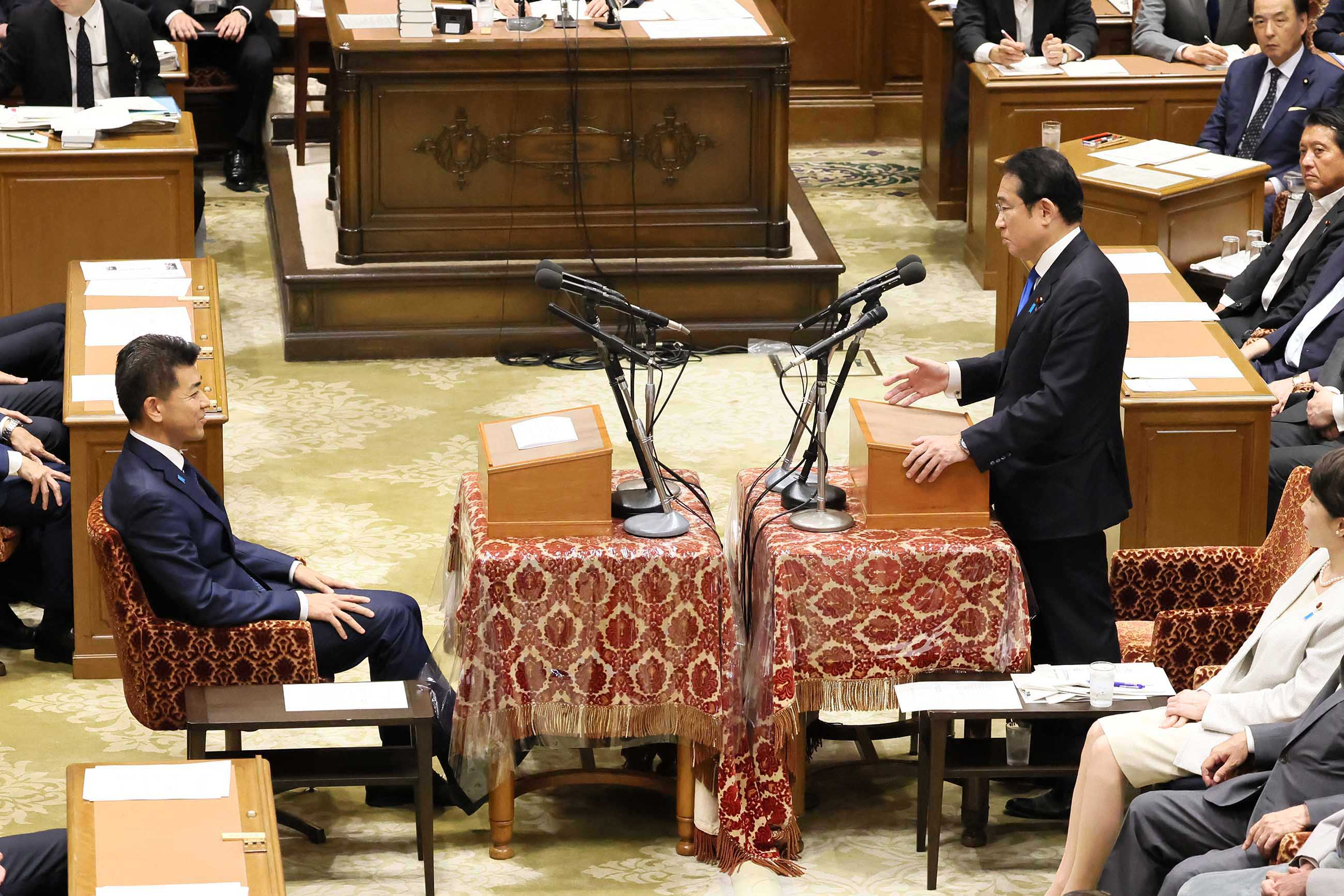
内閣総理大臣岸田文雄（中央右）と立憲民主党代表泉健太（中央左）の党首討論（2024年6月19日、国家基本政策委員会合同審査会にて）

日本の国会では開会中に原則として毎週1回、衆参両院の国家基本政策委員会の合同審査会として首相（与党党首）と野党各党首による討論が行われる。連立政権の場合は首相以外の与党党首は参加しないことになっている。予算審議などと違い、首相も野党党首に逆質問することも認められており、野党はただ政権批判をすればいいわけではなく、代案などを提示する必要が出てきている。

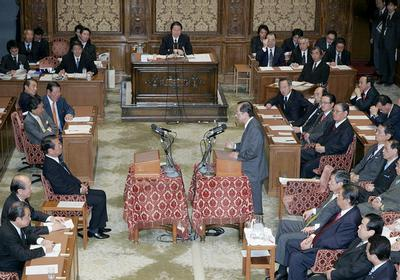
内閣総理大臣福田康夫（中央右）と民主党代表小沢一郎（中央左）の党首討論（2008年1月9日、国家基本政策委員会合同審査会にて）

小沢一郎が生みの親とも言われ、小沢が自由民主党幹事長時代より党首討論を国会でも設置しようと、前向きに動いていた。イギリス議会におけるクエスチョンタイムをモデルにして、1999年7月に国家基本政策委員会を設置することを規定した国会審議活性化法が成立し、同年11月10日の第146回国会にて自由民主党の内閣総理大臣小渕恵三と野党党首（民主党代表鳩山由紀夫、日本共産党中央委員会幹部会委員長不破哲三、社会民主党党首土井たか子）が参加して初めて党首討論が行われた。当初は二院クラブは参加の申し出をしていたにもかかわらず参加できないなど党首討論に参加する野党の基準が不明瞭であった。
ちなみに党首討論での最初の質疑は、民主党代表鳩山由紀夫の「きょう総理は朝何を召し上がったでしょうか。私は、けさはピザを食べてまいりました。特に、温かい、非常に熱いピザをおいしくいただいてまいりました。総理にまず、これは官僚の皆様方に助けは要らない話でございますから、何を召し上がったか、お尋ねをしたい」という質問に対して、内閣総理大臣小渕恵三は「いつものとおり日本食の食事をいたしてまいりました。温かいピザを食べられたということでありますが、アメリカのオルブライト国務長官から以前、冷たいピザもまたおいしいと言われたことがあります」と返答したやりとりであった。これは小渕に対しニューヨーク・タイムズが「冷めたピザ」と評したこと、イギリスのクエスチョンタイムが、首相の予定を尋ねることから始まることを参考にしている。
これ以降から、現在に至るまで党首討論が続いている。なお、当初は衆参両院の予算委員会の合同審査会として行われており、国家基本政策委員会での初めての党首討論は2000年2月23日に行われた。その際に2月16日の衆参両院合同幹事会の申し合わせにより党首討論は「首相と、衆院または参院において10人以上の議員で構成されている院内交渉団体の資格を有する野党（会派の）党首との直接対面方式での討議を行う」となり、前述の二院クラブが党首討論に参加できないことに明白な基準ができた。
しかし、党首討論の時間が短い（全体で45分）という批判や、先述のように発言できる野党の資格を院内交渉団体であることに加えて党首が国会議員として国家基本政策委員会に所属している場合に限っており、全政党・会派の参加を認めていないこと、首相の逆質問があまりないことから予算審議との違いが不明確であることなど、制度を生かしきれていないのではないかという声もある。また、本会議や予算委員会などに首相が出席した週は党首討論を開かないことを与野党間で合意しており、党首討論が行われないことも多い。
選挙の結果等により前述の院内交渉団体の要件及び、党首の国家基本政策委員会所属の要件を満たせなかったために、かつて党首討論を行っていた政党の参加が不可となった例も存在する。
民主党が野党時代には、自党の時間を他党に割り振ろうとする動きもあったが、公明党の強い反対により実現しなかった。公明党は開始時から2009年9月まで首相を出していない与党であったため、2010年2月に初めて参加した。みんなの党は2010年7月以降に参議院で院内交渉団体の資格を得たものの当初は党首が国会議員として国家基本政策委員会に所属していないため参加できなかったが、2012年4月の党首討論では自民党と所属委員会を融通することで党首が国会議員として国家基本政策委員会に所属することで全会派で合意したことで参加をした。日本共産党は2003年以降喪失していた院内交渉団体の資格を2013年7月以降に回復したが、党首が国会議員として国家基本政策委員会に所属していなかったため、再度、国家基本政策委員会に党首が所属し直すまでの期間は参加できなかった。国家基本政策委員会に党首が再度所属して以降初めて行われた2015年5月の党首討論によって11年ぶりに日本共産党は党首討論に復帰した。
ただし、イギリス議会におけるクエスチョンタイムは、その名の通り“質問タイム”であり、首相に対し質問し、首相が答弁する質疑でしかない。その中で野党党首に優先質問権があるため、党首同士の論戦が行われるが、首相は逆質問はできず、野党党首が代案を示す義務もなく、党首以外の議員も質問が可能である。これらの点で日本の国会の党首討論は、イギリスと英連邦諸国など、諸外国のものとは大きく異なっている。
開始初年の2000年には、党首討論が8回開催されていたが、近年は開催回数が減少している。2021年10月に就任した内閣総理大臣の岸田文雄の初の党首会談が行われたのは2024年6月であり、党首会談自体も菅義偉内閣時代の2021年6月から3年振りとなった。理由として全体で45分間という枠があるため、政党数の多い現在の国会では「持ち時間が少なくて議論にならない」ことから、野党側も積極的に開催を求めていない、より質疑時間の長い予算委員会の開催を優先しているという実情となっている。人件費などで3億円以上の税金が使われるとして、日本維新の会と国民民主党等は2023年12月11日、党首討論の舞台となる衆参両院の「国家基本政策委員会」を廃止する法案を衆院に提出している。内閣総理大臣の岸田文雄も今後の開催に関しては「行政府の長として開催をどうするか申し上げることは控えなければならない」と答弁している。
2024年10月9日に行われた石破茂政権下で初の党首討論では、直後に衆議院解散が控えていたため、全体の制限時間が通常の45分から1時間20分（80分）に延長された。
2025年6月11日の党首討論は、野党の提案を踏まえ、初めて午後6時から開催。

### 過去の党首討論
| 首相       | 首相       | 討論 回数 | 最初の討論日   | 最後の討論日   |
| 氏名       | 党派       | 討論 回数 | 最初の討論日   | 最後の討論日   |
| ---------- | ---------- | --------- | -------------- | -------------- |
| 小渕恵三   | 自由民主党 | 6回       | 1999年11月10日 | 2000年3月29日  |
| 森喜朗     | 自由民主党 | 6回       | 2000年4月19日  | 2001年4月4日   |
| 小泉純一郎 | 自由民主党 | 29回      | 2001年6月6日   | 2006年5月17日  |
| 安倍晋三   | 自由民主党 | 13回      | 2006年10月18日 | 2019年6月19日  |
| 福田康夫   | 自由民主党 | 2回       | 2008年1月9日   | 2008年4月9日   |
| 麻生太郎   | 自由民主党 | 3回       | 2008年11月28日 | 2009年6月17日  |
| 鳩山由紀夫 | 民主党     | 3回       | 2010年2月17日  | 2010年4月21日  |
| 菅直人     | 民主党     | 3回       | 2011年2月9日   | 2011年6月1日   |
| 野田佳彦   | 民主党     | 4回       | 2011年11月30日 | 2012年11月14日 |
| 菅義偉     | 自由民主党 | 1回       | 2021年6月9日   | 2021年6月9日   |
| 岸田文雄   | 自由民主党 | 1回       | 2024年6月19日  | 2024年6月19日  |
| 石破茂     | 自由民主党 | 3回       | 2024年10月9日  | 2025年6月11日  |

| 野党党首   | 野党党首         | 討論 回数 | 最初の討論日   | 最後の討論日   |
| 氏名       | 党派             | 討論 回数 | 最初の討論日   | 最後の討論日   |
| ---------- | ---------------- | --------- | -------------- | -------------- |
| 鳩山由紀夫 | 民主党           | 24回      | 1999年11月10日 | 2009年6月17日  |
| 不破哲三   | 日本共産党       | 10回      | 1999年11月10日 | 2000年11月1日  |
| 土井たか子 | 社会民主党       | 28回      | 1999年11月10日 | 2003年10月9日  |
| 小沢一郎   | 自由党           | 19回      | 2000年4月19日  | 2012年11月14日 |
| 小沢一郎   | 民主党           | 19回      | 2000年4月19日  | 2012年11月14日 |
| 小沢一郎   | 国民の生活が第一 | 19回      | 2000年4月19日  | 2012年11月14日 |
| 志位和夫   | 日本共産党       | 26回      | 2001年2月14日  | 2021年6月9日   |
| 菅直人     | 民主党           | 8回       | 2003年2月12日  | 2004年4月14日  |
| 岡田克也   | 民主党           | 11回      | 2004年10月27日 | 2018年6月27日  |
| 岡田克也   | 民進党           | 11回      | 2004年10月27日 | 2018年6月27日  |
| 岡田克也   | 無所属の会       | 11回      | 2004年10月27日 | 2018年6月27日  |
| 前原誠司   | 民主党           | 5回       | 2005年10月19日 | 2025年6月11日  |
| 前原誠司   | 日本維新の会     | 5回       | 2005年10月19日 | 2025年6月11日  |
| 谷垣禎一   | 自由民主党       | 9回       | 2010年2月17日  | 2012年4月11日  |
| 山口那津男 | 公明党           | 10回      | 2010年2月17日  | 2012年11月14日 |
| 渡辺喜美   | みんなの党       | 3回       | 2012年4月11日  | 2013年12月4日  |
| 安倍晋三   | 自由民主党       | 1回       | 2012年11月14日 | 2012年11月14日 |
| 海江田万里 | 民主党           | 3回       | 2013年4月17日  | 2014年6月11日  |
| 石原慎太郎 | 日本維新の会     | 3回       | 2013年4月17日  | 2014年6月11日  |
| 浅尾慶一郎 | みんなの党       | 1回       | 2014年6月11日  | 2014年6月11日  |
| 松野頼久   | 維新の党         | 2回       | 2015年5月20日  | 2015年6月17日  |
| 片山虎之助 | おおさか維新の会 | 4回       | 2016年5月18日  | 2021年6月9日   |
| 片山虎之助 | 日本維新の会     | 4回       | 2016年5月18日  | 2021年6月9日   |
| 蓮舫       | 民進党           | 1回       | 2016年12月7日  | 2016年12月7日  |
| 大塚耕平   | 旧・国民民主党   | 1回       | 2018年6月27日  | 2018年6月27日  |
| 玉木雄一郎 | 旧・国民民主党   | 6回       | 2018年5月30日  | 2025年6月11日  |
| 玉木雄一郎 | 国民民主党       | 6回       | 2018年5月30日  | 2025年6月11日  |
| 枝野幸男   | 旧・立憲民主党   | 4回       | 2018年5月30日  | 2021年6月9日   |
| 枝野幸男   | 立憲民主党       | 4回       | 2018年5月30日  | 2021年6月9日   |
| 泉健太     | 立憲民主党       | 1回       | 2024年6月19日  | 2024年6月19日  |
| 馬場伸幸   | 日本維新の会     | 2回       | 2024年6月19日  | 2024年10月9日  |
| 田村智子   | 日本共産党       | 2回       | 2024年6月19日  | 2024年10月9日  |
| 野田佳彦   | 立憲民主党       | 3回       | 2024年10月9日  | 2025年6月11日  |

このうち、鳩山由紀夫、菅直人、安倍晋三、野田佳彦は、首相側と野党党首側の双方に参加している。
2024年6月時点で、参加した人物が物故者となっているのは、首相だった小渕恵三、野党の党首だった土井たか子と石原慎太郎、首相と野党党首だった安倍晋三の4人である。

## メディア
テレビやインターネット番組、舞台での講演などで各主要政党の党首が討論を行うことも「党首討論」と呼ばれる。これは国会で行われる公的な制度とは性質が異なる。
例として、国政選挙期間中にNHKならびに各民放テレビ局の主要報道番組において、各政党の党首（なお、これに招かれる政党は国会に議席を有するものに限られることが殆どである）を招いて討論会を行うことを指して「党首討論」と表することがある。